# États unis de Grande Autriche
Les États unis de Grande-Autriche (en allemand : Vereinigte Staaten von Groß-Österreich) est un projet d'État conçu par Aurel Popovici en 1906 et soutenu par un groupe d’intellectuels réunis autour de l’archiduc François-Ferdinand d’Autriche et son épouse Sophie Chotek, d’origine tchèque, mais qui ne fut jamais réalisé. Cette proposition a été formulée dans l'espoir d'apaiser les tensions internes de l’Autriche-Hongrie, elles-mêmes dues à l’adoption en 1867 d’une structure dualiste qui n’accordait d’autonomie, au sein de l’Empire, qu’à la seule Hongrie.

## Histoire

### Contexte: les options fédérales et la formation de la Double Monarchie
Les révolutions de 1848 avaient contraint le jeune empereur François-Joseph Ier, oncle de François-Ferdinand, au début de son règne, à réformer l’empire d'Autriche. Il fut alors proposé de fédéraliser le pays. Plusieurs options furent présentées :
- une option à six entités : Autriche, royaumes de Bohême-Moravie, Sud-Slavie (Carniole-Croatie-Slavonie-Bosnie-Herzégovine), Galicie-Lodomérie et Hongrie (Transylvanie comprise) ;
- une option à cinq entités : Autriche, Bohême-Moravie, Croatie-Bosnie-Herzégovine, Galicie-Lodomérie et Hongrie-Transylvanie ;
- une option à quatre entités : empire d'Autriche, royaumes de Bohême-Moravie, de Croatie et Hongrie ;
- une option à trois entités : empire d'Autriche, royaumes de Croatie et de Hongrie ;
- une option à deux entités : Autriche et Hongrie (qui devint de facto à trois entités par l'annexion en 1908 de la Bosnie-Herzégovine).

Après l'éviction de l’empire d'Autriche de la Confédération germanique en 1866, à la suite de la défaite autrichienne lors de la guerre austro-prussienne, les options fédérales à six, à quatre et à trois furent abandonnées. Par le compromis austro-hongrois, l'Empire devient en 1867 une « double monarchie » impériale et royale, l’Autriche-Hongrie, rassemblant l’Empire autrichien (ou Cisleithanie) et le Royaume de Hongrie (ou Transleithanie), avec la rivière Leitha constituant symboliquement la limite entre les deux entités. Formellement, le royaume hongrois est à égalité avec l’Autriche, mais les deux entités restent cependant unies par la « double-couronne », celle de l’unique « empereur d’Autriche et roi de Hongrie ».
Lors de la négociation de ces options, les Croates revendiquaient la formation d’un royaume « triunitaire » regroupant le Royaume de Croatie-Slavonie et le Royaume de Dalmatie, mais le « compromis de 1867 » attribua le Royaume de Dalmatie à l’Autriche et le Royaume de Croatie-Slavonie à la Hongrie. L’administration croate refusa ce partage et tenta en vain d’obtenir l’unification des deux royaumes. Les Tchèques, les Polonais, les Ukrainiens et les Roumains, pour leur part, revendiquaient des institutions propres et autonomes pour respectivement le Royaume de Bohême, le Royaume de Galicie et de Lodomérie, le Grand-Duché de Bucovine et la Grande-Principauté de Transylvanie dont François-Joseph était le souverain : leurs attentes furent aussi déçues et, dès lors, les Slaves et les Latins de l’Empire, sujets de second rang, commencèrent à être tentés par le nationalisme, voire le sécessionnisme (les Italiens l’étaient déjà par l’irrédentisme).

Option à trois entités : Autriche (rouge), Hongrie (vert) et Bosnie-Herzégovine (jaune).
Option à trois entités (Heinrich Hanau (de), 1905) : Autriche (rouge), Hongrie (vert) et Slaves du Sud (bleu).
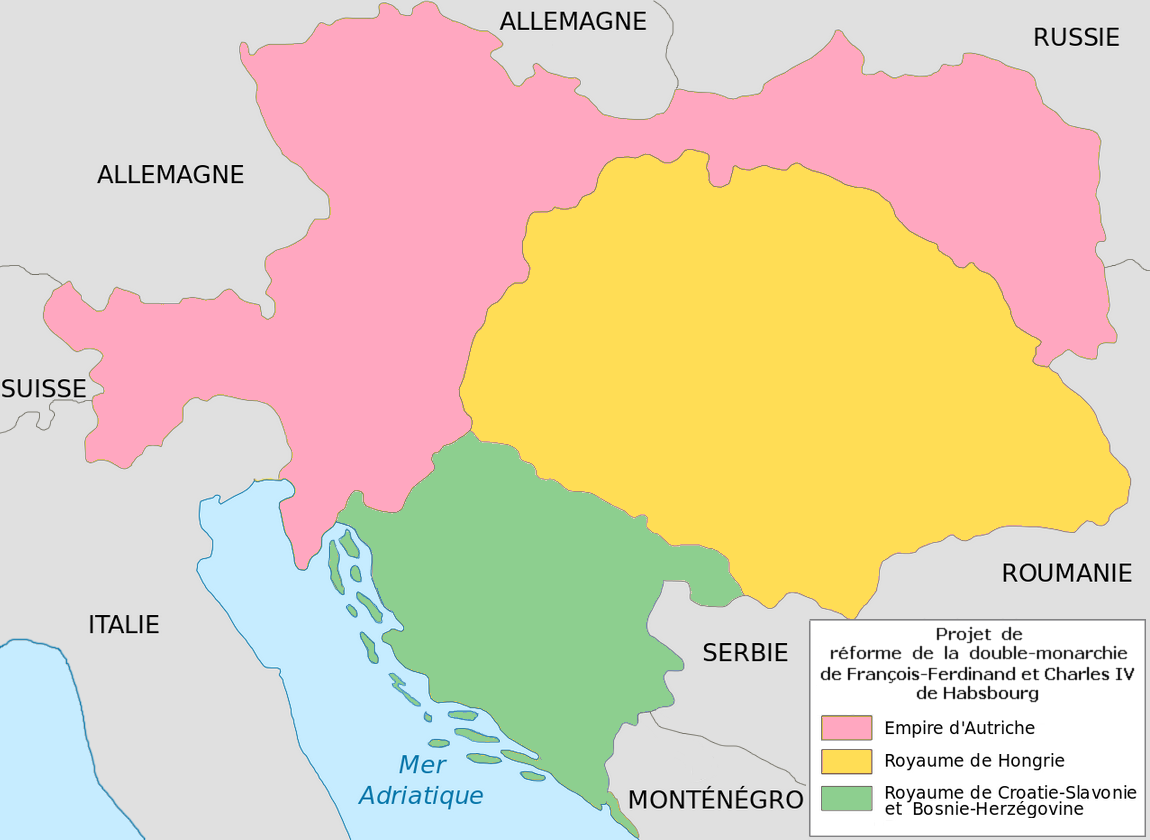
Option à trois entités (projet de réforme de l'archiduc François-Ferdinand et de l'empereur-roi Charles IV de Habsbourg, 1918) : Autriche (rose), Hongrie (jaune) et Croatie-Slavonie et Bosnie-Herzégovine (vert).
Option à quatre entités : Autriche, Hongrie, Croatie (bleu) et Bosnie-Herzégovine.
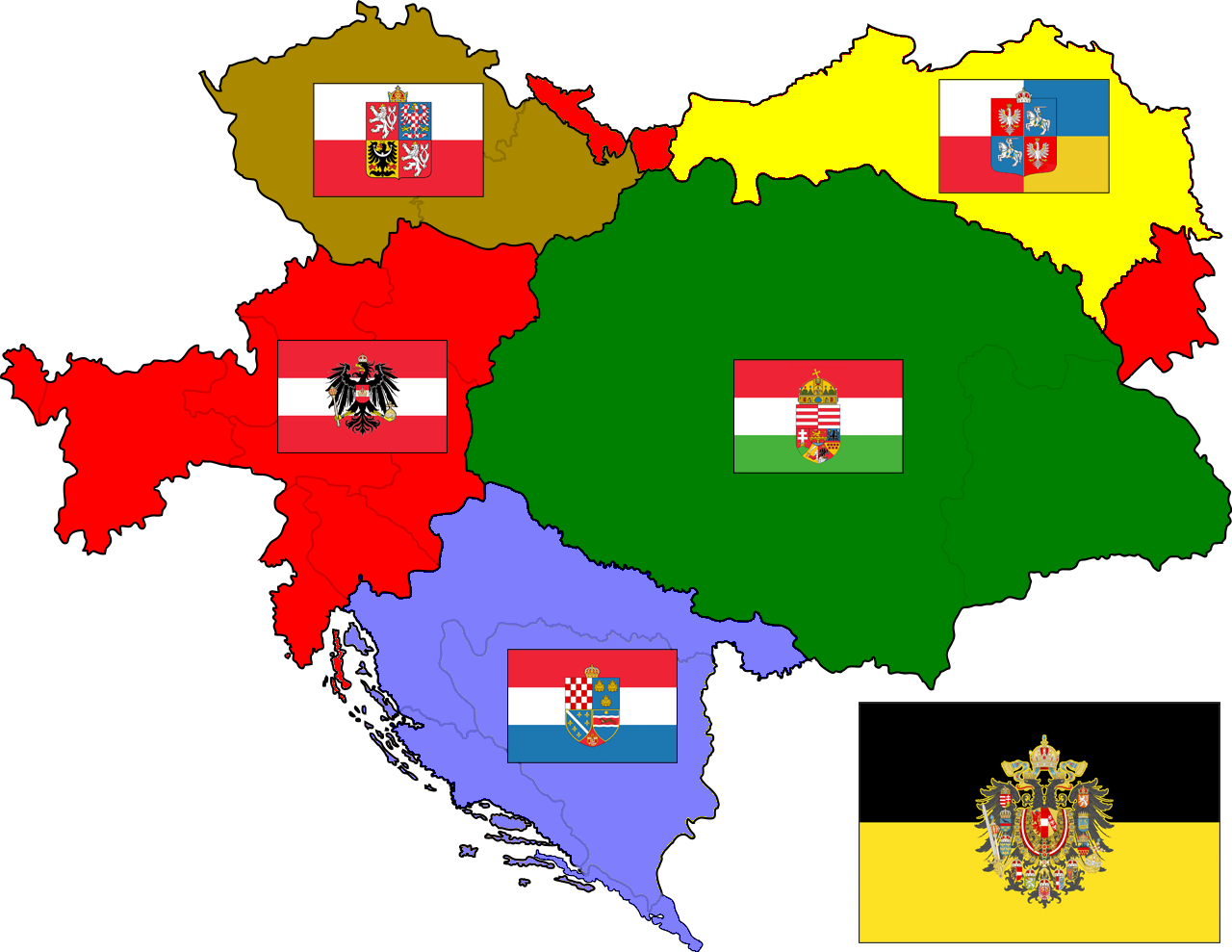
Option à cinq royaumes[4] : Autriche (rouge), Bohême-Moravie (brun), Hongrie (vert), royaume Sud-Slave (comprenant la Croatie-Slavonie et la Bosnie-Herzégovine : bleu-violet) et Galicie-Lodomérie (jaune).
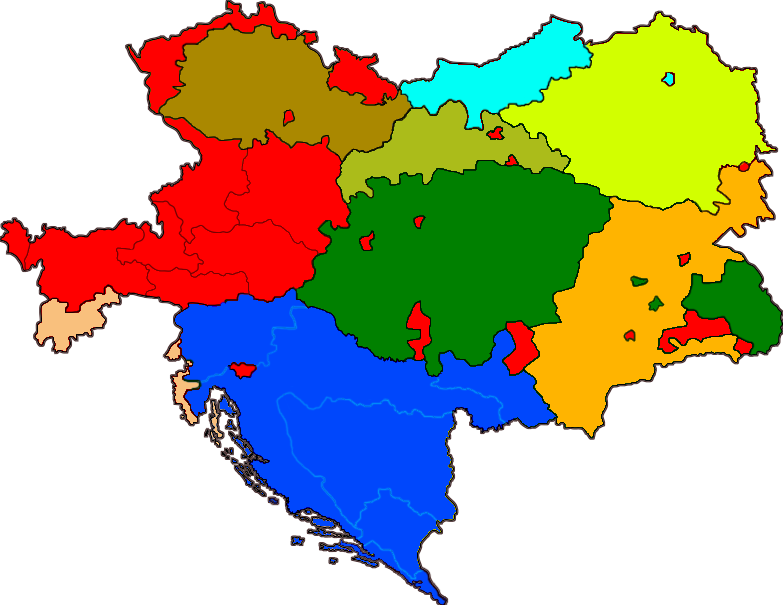
Option à neuf entités (Aurel Popovici, 1906) : Autriche, Bohême-Moravie, Slovaquie, Galicie polonaise (bleu ciel), Ruthénie (vert clair), Hongrie (vert), Ital-Autriche (abricot), Sud-Slavie (bleu) et Rouman-Autriche (orange).

### Le début duXXesiècleet la nouvelle option fédérale

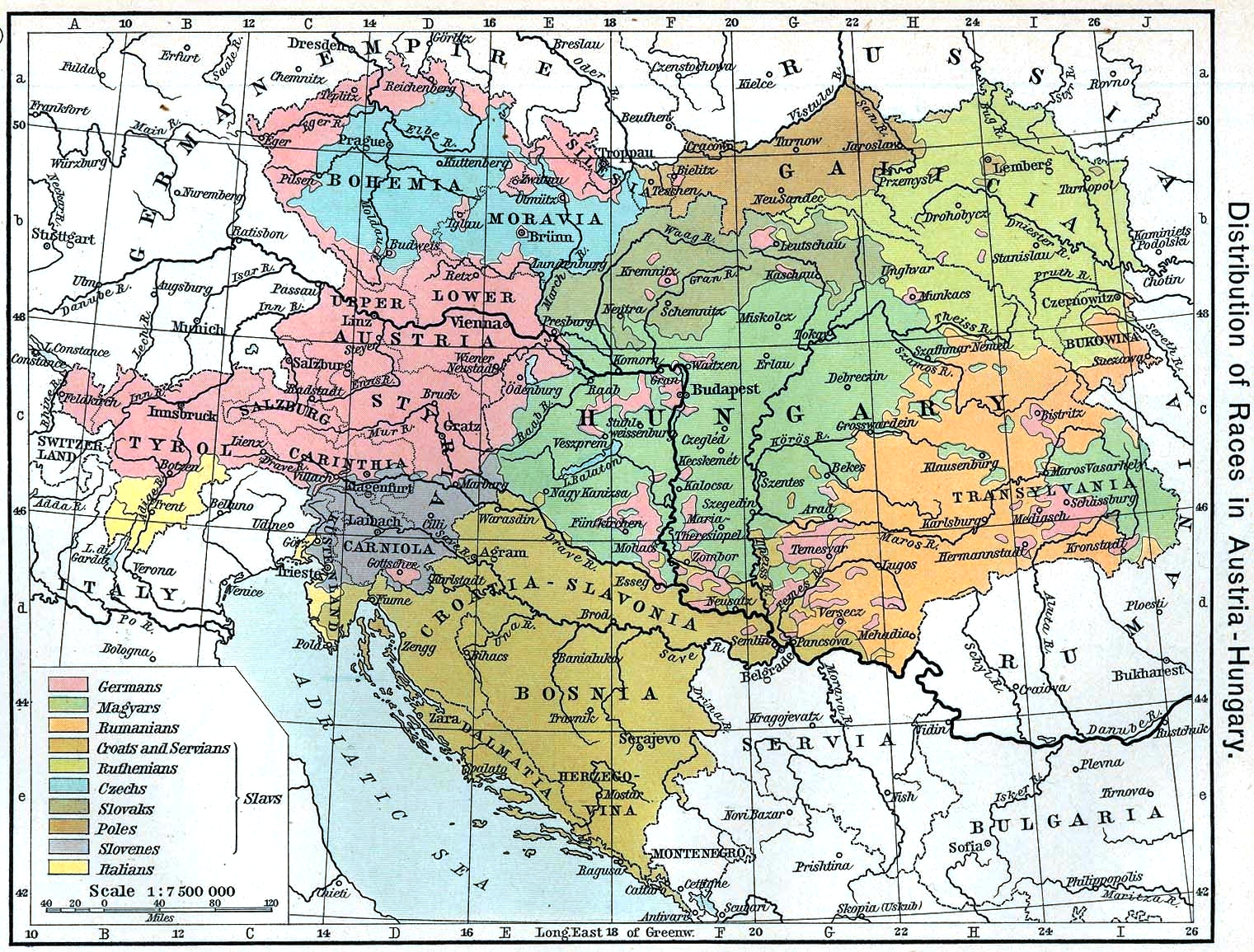
Carte ethnique de l'Autriche-Hongrie en 1911.

Ainsi, au début du XXe siècle, au sein de la « Double Monarchie » regroupant onze différents groupes ethno-linguistiques, seuls les Allemands et les Hongrois, soit 44 % de la population totale, disposaient d’un gouvernement et d’un territoire. Les autres groupes, Italiens, Roumains et Slaves (Tchèques, Slovaques, Polonais, Ruthènes, Croates, Slovènes, Serbes et Ukrainiens), ne disposaient d’aucun pouvoir politique et leur influence sur la couronne des Habsbourg était très faible (seuls les Tchèques et les Polonais d’Autriche pouvaient parfois, au Parlement de Vienne, faire entendre leur voix en constituant des minorités de blocage). Côté hongrois, seuls les Croates avaient une autonomie limitée à l'intérieur du Royaume de Croatie-Slavonie. Les fréquentes manifestations, troubles, révoltes, répressions et procès, débouchant parfois sur le terrorisme, démontrèrent que ce système où deux nations dominaient les neuf autres ne pourrait pas survivre in perpetuam.
L’archiduc François-Ferdinand, trouvant séduisante l’idée d’Aurel Popovici, avait prévu de redessiner la carte de l’Autriche-Hongrie en créant neuf « États » semi-autonomes (quinze avec les enclaves), qui formeraient une plus large confédération appelée « États unis de Grande-Autriche ». Selon ce plan, l’identité linguistique et culturelle était encouragée comme richesse d’un Empire multiculturel facteur d’apaisement des nationalismes, et les disparités de pouvoir au sein de chaque entité seraient rectifiées d’une manière ou d’une autre. Le plan allait plus loin que les revendications des différents peuples, car il ne se limitait pas à donner plus d’autonomie aux composantes existantes de l’Empire, mais redessinait leurs frontières de manière à regrouper au sein d’une même entité le maximum de locuteurs d’une même langue (voir cartes).

### Opposition, guerre et dissolution de l’Empire
L’idée rencontra une forte opposition en provenance du royaume de Hongrie au sein de la Double-Monarchie, car elle aurait entraîné une perte de territoires importante pour la Hongrie et donc une perte de pouvoir significative pour la noblesse hongroise. De plus, l’archiduc François-Ferdinand et son épouse Sophie Chotek furent assassinés à Sarajevo en 1914, ce qui fut directement à l’origine du déclenchement de la Première Guerre mondiale. L’Autriche-Hongrie fut vaincue et démantelée. De nombreux nouveaux États furent créés, alors que d’autres territoires furent cédés aux pays environnants à la suite des décisions des puissances de la Triple-Entente. Les nouvelles frontières suivaient en partie celles proposées par Aurel Popovici, mais il s’agissait cette fois de frontières internationales, et leur tracé était moins favorable aux Allemands et aux Hongrois.

## États proposés par Aurel Popovici

Carte de la proposition d'« États unis de Grande Autriche » et des principaux groupes linguistiques d'Autriche-Hongrie.

Carte de la proposition d'« États unis de Grande Autriche » par Popovici, 1906.

Les territoires suivants devaient devenir des États après la réforme :
- Deutsch-Österreich (Autriche-Allemande) : actuelle Autriche et Bozen germanophone, actuellement dans la région italienne du Trentin-Haut-Adige ;
- Deutsch-Böhmen (Bohême-Allemande) : région au nord-ouest de l'actuelle République tchèque, composante de la future région germanophone des Sudètes trente ans plus tard ;
- Deutsch-Mähren (Moravie-Allemande) : région au nord de la Tchéquie, composante de la future région germanophone des Sudètes trente ans plus tard ;
- Böhmen (Bohême) : République tchèque centrale tchécophone ;
- Slowakenland (Slovaquie)
- West-Galizien (Galicie-Occidentale) : région de l'actuelle Pologne comportant Cracovie ;
- Ost-Galizien (Galicie-Orientale) : région de l'actuelle Ukraine ;
- Ungarn (Hongrie) ;
- Szeklerland (pays des Sicules) : partie magyarophone de la Transylvanie actuellement roumaine ;
- Siebenbürgen (Transylvanie) : intégrée dans l'actuelle Roumanie et l’Ukraine ;
- Trento (Trentin) : actuellement dans la région italienne du Trentin-Haut-Adige ;
- Triest (Trieste) : actuellement dans la région italienne du Frioul-Vénétie Julienne ;
- Krain (Carniole) : actuelle Slovénie) ;
- Kroatien (Croatie) ;
- Woiwodina (Voïvodine) : région de l’actuelle Serbie.

De plus, d’autres enclaves germanophones, en particulier en Hongrie et Transylvanie, auraient eu un accès à une certaine autonomie.
Il est à noter que le condominium austro-hongrois de Bosnie-Herzégovine n'était pas concerné par ce plan, formulé deux ans avant l’annexion de ce territoire par l’Empire.